# 東洋製罐グループホールディングス
東洋製罐グループホールディングス株式会社（とうようせいかんグループホールディングス、英: Toyo Seikan Group Holdings,Ltd.）は、東京都品川区に本社を置く日本の持株会社。缶やPETボトル製造の東洋製罐、飲料・食品用紙カップ製造の東罐興業および清涼飲料用PETボトル向けプラスチックキャップ製造の日本クロージャーなど、国内シェア首位である包装容器メーカーを傘下に複数持つ。東京証券取引所プライム市場上場。
2013年に東洋製罐株式会社が持株会社に移行し、商号変更した。傘下に事業会社として、（新）東洋製罐株式会社を持つ。

## 沿革

### 事業会社（旧・東洋製罐）時代
- 1917年（大正6年）6月25日 - 大阪市に東洋製罐株式会社として設立。
- 1934年（昭和9年）4月 - ブリキの製造を目的として東洋鋼鈑株式会社を設立。
- 1935年（昭和10年）7月 - 大阪証券取引所に株式を上場。
- 1944年（昭和19年）6月 - 本社を東京都千代田区へ移転。
- 1949年（昭和24年）5月 - 東京証券取引所に株式を上場。東洋鋼鈑が東京・大阪証券取引所に株式を上場。
- 2012年（平成24年）1月 - 本社を東京都品川区の大崎フォレストビルディングへ移転。

### 持株会社（東洋製罐グループホールディングス）時代
- 2013年（平成25年）4月 - 持株会社体制に移行。グループ経営管理事業を除く全事業を完全子会社の東洋製罐分割準備株式会社へ吸収分割により承継するとともに、従前の東洋製罐を東洋製罐グループホールディングス株式会社へ、東洋製罐分割準備株式会社を東洋製罐株式会社へ、それぞれ商号変更[3]。
- 2016年（平成28年）4月 - 業界3位のホッカンホールディングスを買収し、子会社化することで基本合意したと発表[4][5]。
- 2018年（平成30年）
  - 3月 - ホッカンホールディングスとの経営統合の中止を発表[6]。
  - 6月 - 実質支配力基準により子会社としていた東洋鋼鈑株式会社に対し、株式公開買付けを行い同社株式の95%を取得[7]。
  - 8月 - 東洋鋼鈑株式会社を完全子会社化[8]。

## 国内主要関連会社
- 東洋製罐株式会社
- 東洋ガラス株式会社
- 東洋佐々木ガラス株式会社
- 東洋鋼鈑株式会社
- 東罐興業株式会社
- 東洋メビウス株式会社
- メビウスパッケージング株式会社
- 日本クロージャー株式会社
- 東洋エアゾール工業株式会社
- 東洋製罐グループエンジニアリング株式会社
- 本州製罐株式会社
- 日本ナショナル製罐株式会社
- ティーエムパック株式会社
- 東罐共栄株式会社
- TOMATEC株式会社
- TOYOPACKKIYAMA株式会社
- 東罐商事株式会社
- 日本トーカンパッケージ株式会社
- 琉球製罐株式会社